# 21e étape du Tour d'Espagne 2013
La 21e étape du Tour d'Espagne 2013 s'est déroulée le dimanche 15 septembre 2013, entre Leganés et Madrid sur une distance de 109,6 km.

## Résultats

### Classement de l'étape
| Classement de la 21e étape | Classement de la 21e étape  | Classement de la 21e étape | Classement de la 21e étape | Classement de la 21e étape |
|                            | Coureur                     | Pays                       | Équipe                     | Temps                      |
| -------------------------- | --------------------------- | -------------------------- | -------------------------- | -------------------------- |
| 1er                        | Michael Matthews            | Australie                  | Orica-GreenEDGE            | en 2 h 44 min 0 s          |
| 2e                         | Tyler Farrar                | États-Unis                 | Garmin-Sharp               | m.t                        |
| 3e                         | Nikias Arndt                | Allemagne                  | Argos-Shimano              | m.t                        |
| 4e                         | Gianni Meersman             | Belgique                   | Omega Pharma-Quick Step    | m.t                        |
| 5e                         | Maximiliano Richeze         | Argentine                  | Lampre-Merida              | m.t                        |
| 6e                         | Grega Bole                  | Slovénie                   | Vacansoleil-DCM            | m.t                        |
| 7e                         | Adrien Petit                | France                     | Cofidis                    | m.t                        |
| 8e                         | Reinardt Janse van Rensburg | Afrique du Sud             | Argos-Shimano              | m.t                        |
| 9e                         | Francesco Lasca             | Italie                     | Caja Rural-Seguros RGA     | m.t                        |
| 10e                        | Robert Wagner               | Allemagne                  | Belkin                     | m.t                        |
| modifier                   |                             |                            |                            |                            |

### Points attribués
| Sprint intermédiaire de Madrid (km 64) | Sprint intermédiaire de Madrid (km 64) | Sprint intermédiaire de Madrid (km 64) | Sprint intermédiaire de Madrid (km 64) | Sprint intermédiaire de Madrid (km 64) |
| -------------------------------------- | -------------------------------------- | -------------------------------------- | -------------------------------------- | -------------------------------------- |
|                                        | Coureur                                | Pays                                   | Équipe                                 | Point(s)                               |
| 1er                                    | Jorge Azanza                           | Espagne                                | Euskaltel Euskadi                      | 4                                      |
| 2e                                     | Gorka Verdugo                          | Espagne                                | Euskaltel Euskadi                      | 2                                      |
| 3e                                     | Egoi Martínez                          | Espagne                                | Euskaltel Euskadi                      | 1                                      |
| modifier                               |                                        |                                        |                                        |                                        |

| Sprint intermédiaire de Madrid (km 92,5) | Sprint intermédiaire de Madrid (km 92,5) | Sprint intermédiaire de Madrid (km 92,5) | Sprint intermédiaire de Madrid (km 92,5) | Sprint intermédiaire de Madrid (km 92,5) |
| ---------------------------------------- | ---------------------------------------- | ---------------------------------------- | ---------------------------------------- | ---------------------------------------- |
|                                          | Coureur                                  | Pays                                     | Équipe                                   | Point(s)                                 |
| 1er                                      | Javier Aramendia                         | Espagne                                  | Caja Rural-Seguros RGA                   | 4                                        |
| 2e                                       | Alessandro Vanotti                       | Italie                                   | Astana                                   | 2                                        |
| 3e                                       | Pieter Serry                             | Belgique                                 | Omega Pharma-Quick Step                  | 1                                        |
| modifier                                 |                                          |                                          |                                          |                                          |

| \| Classement de l'étape \| Classement de l'étape \| Classement de l'étape \| Classement de l'étape \| Classement de l'étape \| \| --------------------- \| --------------------------- \| --------------------- \| ----------------------- \| --------------------- \| \| \| Coureur \| Pays \| Équipe \| Point(s) \| \| 1er \| Michael Matthews \| Australie \| Orica-GreenEDGE \| 25 \| \| 2e \| Tyler Farrar \| États-Unis \| Garmin-Sharp \| 20 \| \| 3e \| Nikias Arndt \| Allemagne \| Argos-Shimano \| 16 \| \| 4e \| Gianni Meersman \| Belgique \| Omega Pharma-Quick Step \| 14 \| \| 5e \| Maximiliano Richeze \| Argentine \| Lampre-Merida \| 12 \| \| 6e \| Grega Bole \| Slovénie \| Vacansoleil-DCM \| 10 \| \| 7e \| Adrien Petit \| France \| Cofidis \| 9 \| \| 8e \| Reinardt Janse van Rensburg \| Afrique du Sud \| Argos-Shimano \| 8 \| \| 9e \| Francesco Lasca \| Italie \| Caja Rural-Seguros RGA \| 7 \| \| 10e \| Robert Wagner \| Allemagne \| Belkin \| 6 \| \| 11e \| Lucas Sebastián Haedo \| Argentine \| Cannondale \| 5 \| \| 12e \| Daniele Ratto \| Italie \| Cannondale \| 4 \| \| 13e \| Edvald Boasson Hagen \| Norvège \| Sky \| 3 \| \| 14e \| Rigoberto Urán \| Colombie \| Sky \| 2 \| \| modifier \| \| \| \| \| |                             |                |                         |          |
| Classement de l'étape |                             |                |                         |          |
| | Coureur                     | Pays           | Équipe                  | Point(s) |
| 1er | Michael Matthews            | Australie      | Orica-GreenEDGE         | 25       |
| 2e | Tyler Farrar                | États-Unis     | Garmin-Sharp            | 20       |
| 3e | Nikias Arndt                | Allemagne      | Argos-Shimano           | 16       |
| 4e | Gianni Meersman             | Belgique       | Omega Pharma-Quick Step | 14       |
| 5e | Maximiliano Richeze         | Argentine      | Lampre-Merida           | 12       |
| 6e | Grega Bole                  | Slovénie       | Vacansoleil-DCM         | 10       |
| 7e | Adrien Petit                | France         | Cofidis                 | 9        |
| 8e | Reinardt Janse van Rensburg | Afrique du Sud | Argos-Shimano           | 8        |
| 9e | Francesco Lasca             | Italie         | Caja Rural-Seguros RGA  | 7        |
| 10e | Robert Wagner               | Allemagne      | Belkin                  | 6        |
| 11e | Lucas Sebastián Haedo       | Argentine      | Cannondale              | 5        |
| 12e | Daniele Ratto               | Italie         | Cannondale              | 4        |
| 13e | Edvald Boasson Hagen        | Norvège        | Sky                     | 3        |
| 14e | Rigoberto Urán              | Colombie       | Sky                     | 2        |
| modifier |                             |                |                         |          |

## Classements à l'issue de l'étape

### Classement général
| Classement général | Classement général | Classement général | Classement général | Classement général |
|                    | Coureur            | Pays               | Équipe             | Temps              |
| ------------------ | ------------------ | ------------------ | ------------------ | ------------------ |
| 1er                | Christopher Horner | États-Unis         | RadioShack-Leopard | en 84 h 36 min 4 s |
| 2e                 | Vincenzo Nibali    | Italie             | Astana             | + 37 s             |
| 3e                 | Alejandro Valverde | Espagne            | Movistar           | + 1 min 36 s       |
| 4e                 | Joaquim Rodríguez  | Espagne            | Katusha            | + 3 min 22 s       |
| 5e                 | Nicolas Roche      | Irlande            | Saxo-Tinkoff       | + 7 min 11 s       |
| 6e                 | Domenico Pozzovivo | Italie             | AG2R La Mondiale   | + 8 min            |
| 7e                 | Thibaut Pinot      | France             | FDJ.fr             | + 8 min 41 s       |
| 8e                 | Samuel Sánchez     | Espagne            | Euskaltel Euskadi  | + 9 min 51 s       |
| 9e                 | Leopold König      | Tchéquie           | NetApp-Endura      | + 10 min 11 s      |
| 10e                | Daniel Moreno      | Espagne            | Katusha            | + 13 min 11 s      |
| modifier           |                    |                    |                    |                    |

### Classement par points
| Classement par points | Classement par points | Classement par points | Classement par points | Classement par points |
| --------------------- | --------------------- | --------------------- | --------------------- | --------------------- |
|                       | Coureur               | Pays                  | Équipe                | Point(s)              |
| 1er                   | Alejandro Valverde    | Espagne               | Movistar              | 152 points            |
| 2e                    | Christopher Horner    | États-Unis            | RadioShack-Leopard    | 126 pts               |
| 3e                    | Joaquim Rodríguez     | Espagne               | Saxo-Tinkoff          | 125 pts               |
| modifier              |                       |                       |                       |                       |

### Classement du meilleur grimpeur
| Classement du meilleur grimpeur | Classement du meilleur grimpeur | Classement du meilleur grimpeur | Classement du meilleur grimpeur | Classement du meilleur grimpeur |
| ------------------------------- | ------------------------------- | ------------------------------- | ------------------------------- | ------------------------------- |
|                                 | Coureur                         | Pays                            | Équipe                          | Point(s)                        |
| 1er                             | Nicolas Edet                    | France                          | Cofidis                         | 46 points                       |
| 2e                              | Christopher Horner              | États-Unis                      | RadioShack-Leopard              | 32 pts                          |
| 3e                              | Daniele Ratto                   | Italie                          | Cannondale                      | 30 pts                          |
| modifier                        |                                 |                                 |                                 |                                 |

### Classement du combiné
| Classement du combiné | Classement du combiné | Classement du combiné | Classement du combiné | Classement du combiné |
| --------------------- | --------------------- | --------------------- | --------------------- | --------------------- |
|                       | Coureur               | Pays                  | Équipe                | Point(s)              |
| 1er                   | Christopher Horner    | États-Unis            | RadioShack-Leopard    | 5 points              |
| 2e                    | Vincenzo Nibali       | Italie                | Astana                | 13 pts                |
| 3e                    | Alejandro Valverde    | Espagne               | Movistar              | 17 pts                |
| modifier              |                       |                       |                       |                       |

### Classement par équipes
| Classement par équipes | Classement par équipes | Classement par équipes | Classement par équipes |
|                        | Équipe                 | Pays                   | Temps                  |
| ---------------------- | ---------------------- | ---------------------- | ---------------------- |
| 1re                    | Euskaltel Euskadi      | Espagne                | en 253 h 29 min 35 s   |
| 2e                     | Movistar               | Espagne                | + 1 min 2 s            |
| 3e                     | Astana                 | Kazakhstan             | + 1 min 30 s           |
| modifier               |                        |                        |                        |